# Алехандро Скопељи
Алехандро Скопељи Казанова (Ла Плата, 12. мај 1908 — Мексико Сити, 23. октобра 1987) био је италијанско-аргентински фудбалер и тренер. Као нападач, играо је за Аргентину између 1929. и 1941. године, а такмичио се на првом Светском купу 1930. године. Једном приликом је представљао и италијанску репрезентацију.